# Lužac
Lužac este un sat din comuna Berane, Muntenegru. Conform datelor de la recensământul din 2003, localitatea are 823 de locuitori (la recensământul din 1991 erau 717 locuitori).

## Demografie
În satul Lužac locuiesc 583 de persoane adulte, iar vârsta medie a populației este de 33,5 de ani (32,0 la bărbați și 35,2 la femei). În localitate sunt 228 de gospodării, iar numărul mediu de membri în gospodărie este de 3,61.
Această localitate este populată majoritar de sârbi (conform recensământului din 2003).
|  |

| Demografie | Demografie | Demografie |
| An         | Locuitori  | Locuitori  |
| ---------- | ---------- | ---------- |
|            |            |            |
|            |            |            |
|            |            |            |
|            |            |            |
| 1948       | 371        |            |
| 1953       | 362        |            |
| 1961       | 493        |            |
| 1971       | 663        |            |
| 1981       | 701        |            |
| 1991       | 717        | 687        |
| 2003       | 842        | 823        |

| \| Componența etnică conform recensământului din 2003[2] \| Componența etnică conform recensământului din 2003[2] \| Componența etnică conform recensământului din 2003[2] \| Componența etnică conform recensământului din 2003[2] \| Componența etnică conform recensământului din 2003[2] \| \| ----------------------------------------------------- \| ----------------------------------------------------- \| ----------------------------------------------------- \| ----------------------------------------------------- \| ----------------------------------------------------- \| \| \| \| \| \| \| \| Sârbi \| Sârbi \| \| 590 \| 71,68% \| \| Muntenegreni \| Muntenegreni \| \| 209 \| 25,39% \| \| Iugoslavi \| Iugoslavi \| \| 8 \| 0,97% \| \| Macedoneni \| Macedoneni \| \| 2 \| 0,24% \| \| Croați \| Croați \| \| 1 \| 0,12% \| \| Musulmani \| Musulmani \| \| 1 \| 0,12% \| \| necunoscută \| necunoscută \| \| 5 \| 0,6% \| |              |  |     |        |
| Componența etnică conform recensământului din 2003 |              |  |     |        |
| |              |  |     |        |
| Sârbi | Sârbi        |  | 590 | 71,68% |
| Muntenegreni | Muntenegreni |  | 209 | 25,39% |
| Iugoslavi | Iugoslavi    |  | 8   | 0,97%  |
| Macedoneni | Macedoneni   |  | 2   | 0,24%  |
| Croați | Croați       |  | 1   | 0,12%  |
| Musulmani | Musulmani    |  | 1   | 0,12%  |
| necunoscută | necunoscută  |  | 5   | 0,6%   |